# Доон де Майанс
Доо́н де Майа́нс (фр. Doon de Mayence, то есть «Доон из Майнца») — персонаж французского эпоса, герой одноимённой поэмы. Основатель рода, из которого вышли, в частности, Ожье Датчанин и Ганелон. По его имени названа Жеста Доона де Майанса.

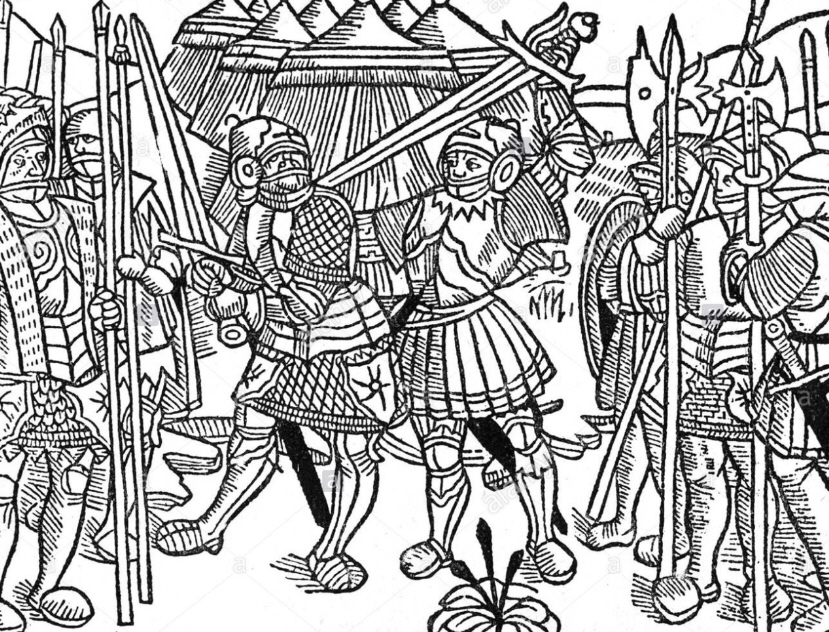
Иллюстрация в книге La Fleur des batailles Doolin de Mayence (1501), прозаической переработке поэмы

## Поэма
Поэма датируется серединой XIII века. Текст сохранился в составе трёх рукописей, из которых две более поздние и более короткие версии бесспорно восходят к более пространной и ранней. Написана двенадцатисложным рифмованным стихом.

### Сюжет
Отец героя, Ги де Майанс, случайно убив во время охоты отшельника, решает занять его место и остаётся в лесу. Воспользовавшись его отсутствием, к его жене Маргарите пристает сенешаль Аршамбо, а трёх её сыновей пускает в ладье по воле волн. Оказавшую ему сопротивление Маргариту бросают в темницу. Тем временем ладья Доона пристаёт к берегу, юноша долго скитается по окрестным лесам и находит отца. Затем он встречает своего дядю Гуго де Шатофор, который посвящает его в рыцари. Доон сражается с великаном, находит в лесу девицу Николетту, с которой у него тут же вспыхивает взаимная любовь. Враги из клана Аршамбо засели в Майнце. Доон лихо сражается, и жители города признают его своим сеньором.
Во второй части поэмы взрослый Доон приезжает к Карлу. Император встречает его неприветливо, считая выскочкой. Доон просит пожаловать ему в качестве фьефа Воклер, что за Рейном, где засел сарацин Обигант. Из-за его прекрасной дочери Фландрины, сочувствующей христианству, соперничают несколько королей. Карл считает, что Доону не завоевать Воклер, и предлагает сначала им самим помериться силой. Начинается поединок, Доон близок к победе, но щадит Карла; оба получают тяжелые раны. К весне они выздоравливают и отправляются за Рейн. Подойдя к Воклеру, они берут город в осаду. Фландрина уже любит Доона и готова выйти за него. Её мать Элиссанта хочет помочь франкам. Происходит ночное тайное свидание молодых людей. Их союз благословляет Турпин. В эту же ночь Фландрина зачинает Гофрея. На помощь Карлу прибывает с войском Гарен де Монглан. Но у франков появляется соперник — датский король Данемонт, домогающийся Фландрины. Карл, Доон, Гарен и его помощник великан Робастр устремляются на неприятеля. Но их преследует неудача — они попадают в плен. Однако при помощи хитрости они обретают свободу, сражаются снова и побеждают Данемонта. Обигант их благодарит, но замышляет предательство. Элиссанта хочет их предупредить, но её запирают в башне. Франки всё-таки побеждают.
Фландрина производит на свет двенадцать сыновей. Подрастая, они отправляются завоёвывать себе владения.
Доон фигурирует также в поэме «Гофрей», главным героем которой является его сын.